# Greet Hellemans
Greta Mettina »Greet« Hellemans, nizozemska veslačica, *25. maj 1959, Groningen.
Hellemansova je za Nizozemsko nastopila na Poletnih olimpijskih igrah 1984 v Los Angelesu, kjer je v dvojnem dvojcu s svojo mlajšo sestro Nicolette osvojila srebrno medaljo. 
Na istih igrah je Greet nastopila tudi v nizozemskem osmercu, ki je osvojil bronasto medaljo. Poleg nje so v čolnu veslale še Marieke van Drogenbroek, Lynda Cornet, Harriet van Ettekoven, Nicolette Hellemans, Martha Laurijsen, Catharina Neelissen, Anne Quist ter Wiljon Vaandrager.
Pred tem je na Poletnih olimpijskih igrah 1980 v Moskvi nastopila v četvercu s krmarjem, ki je tam osvojil šesto mesto.